# 내 인생의 네비게이터
《내 인생의 네비게이터》는 2005년 3월 18일에 MBC에서 방영한 베스트극장이다.

## 등장 인물

### 주요 인물
- 조이진 : 이현수 역
- 이천희 : 이현수 역

### 그 외 인물
- 금보라 : 여자 현수의 고모 역
- 이한 : 커플남 역
- 이옥정 : 커플녀 역
- 손영순 : 남자 현수의 어머니 역
- 한춘일 : 대학 경비원 역
- 이애정 : 여자 현수의 고종사촌 동생 역
- 서지승
- 김현정